# Титоизм

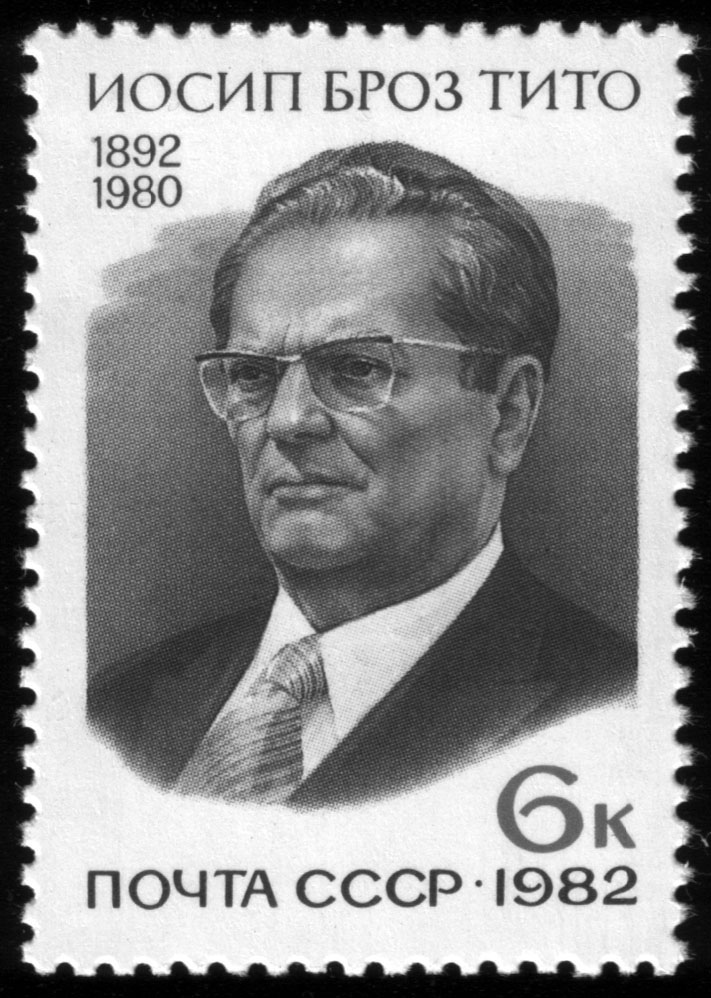
Йосип Броз Тито

Титои́зм (сербохорв. Titoizam / Титоизам, серб. , черног. и макед. Титоизам, босн. и хорв. Titoizam, словен. Titoizem) — коммунистическая идеология, носящая имя лидера Югославии Иосипа Броза Тито. Данный термин обозначает специфическую идеологию, возникшую в ФНРЮ в результате разногласий между Тито и Сталиным. Раскол выразился в отвержении Резолюции Информбюро со стороны Коммунистической партии Югославии в 1948 году. Изначально термин употреблялся в негативном ключе политическими противниками Тито, прежде всего, просталинскими коммунистами. Ныне в бывших югославских республиках титоизм рассматривается как разновидность  тоталитаризма.

## Основные черты
На фоне остальных версий коммунистической идеологии титоизм отличался ориентацией на мирное сосуществование с капиталистическими странами и демосоциалистическим уклоном.
Титоизм базируется на следующем принципе: в каждом государстве средства достижения коммунизма должны определяться самим государством (то есть Югославией), а не внешними силами (под ними подразумевался Советский Союз). Основанная на этом принципе внешняя политика Югославии привела страну в лидеры Движения неприсоединения и не позволила полноценно войти в СЭВ (СФРЮ принимала участие в работе организации в качестве ассоциированного члена).
Второй важной чертой титоизма стала разработанная Эдвардом Карделем доктрина самоуправленческого социализма. Она предусматривала самоуправление рабочих коллективов: теория коллективного труда предполагала, что решение о судьбе прибыли предприятия должно приниматься самим рабочим коллективом. За это советские идеологи обвиняли Тито в троцкизме и в корпоративизме. Однако между предприятиями сохранялась конкуренция, что позволяло рассматривать экономику Югославии как «рыночный социализм», который сильно отличался от идеалов рабочего самоуправления, провозглашаемых коммунистическим анархизмом, революционным синдикализмом и коммунизмом рабочих советов.